# الگوریتم رو پولارد

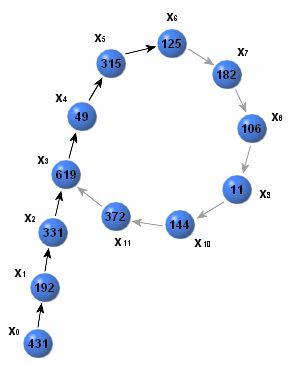
رفتار چرخه ای الگوریتم رو پولارد

الگوریتم رو پولارد (به انگلیسی: Pollard's rho algorithm) یک الگوریتم با مقاصد خاص است که برای تجزیه اعداد طبیعی استفاده می‌شود. این الگوریتم توسط جان پولارد در سال ۱۹۷۵ میلادی معرفی شد. در عمل این الگوریتم برای تجزیهٔ اعداد مرکب با عامل‌های کوچک مناسب است.
این الگوریتم از مسئلهٔ تاریخ تولد‌ ریشه می‌گیرد که بر طبق آن برای اینکه یک عدد را از میان یک مجموعهٔ Nتایی دست کم دوبار انتخاب کنیم (با جایگذاری دوبارهٔ عدد پس از هر انتخاب)، تقریباً لازم است {\displaystyle {\sqrt {N}}} انتخاب داشته باشیم.